# 오자와 아이미
오자와 아이미(일본어: 小澤 愛実, 2003년 4월 9일~)는 일본의 여성 아이돌 가수이다. 현재 일본 여성 아이돌 그룹 ≒JOY 소속으로 활동 중이다.